# Friedrich Funk (Politiker, 1847)
Friedrich Benedikt Funk (* 23. Mai 1847 in Magdeburg; † 6. Oktober 1897 in Dessau) war ein deutscher Jurist und Politiker.

## Leben

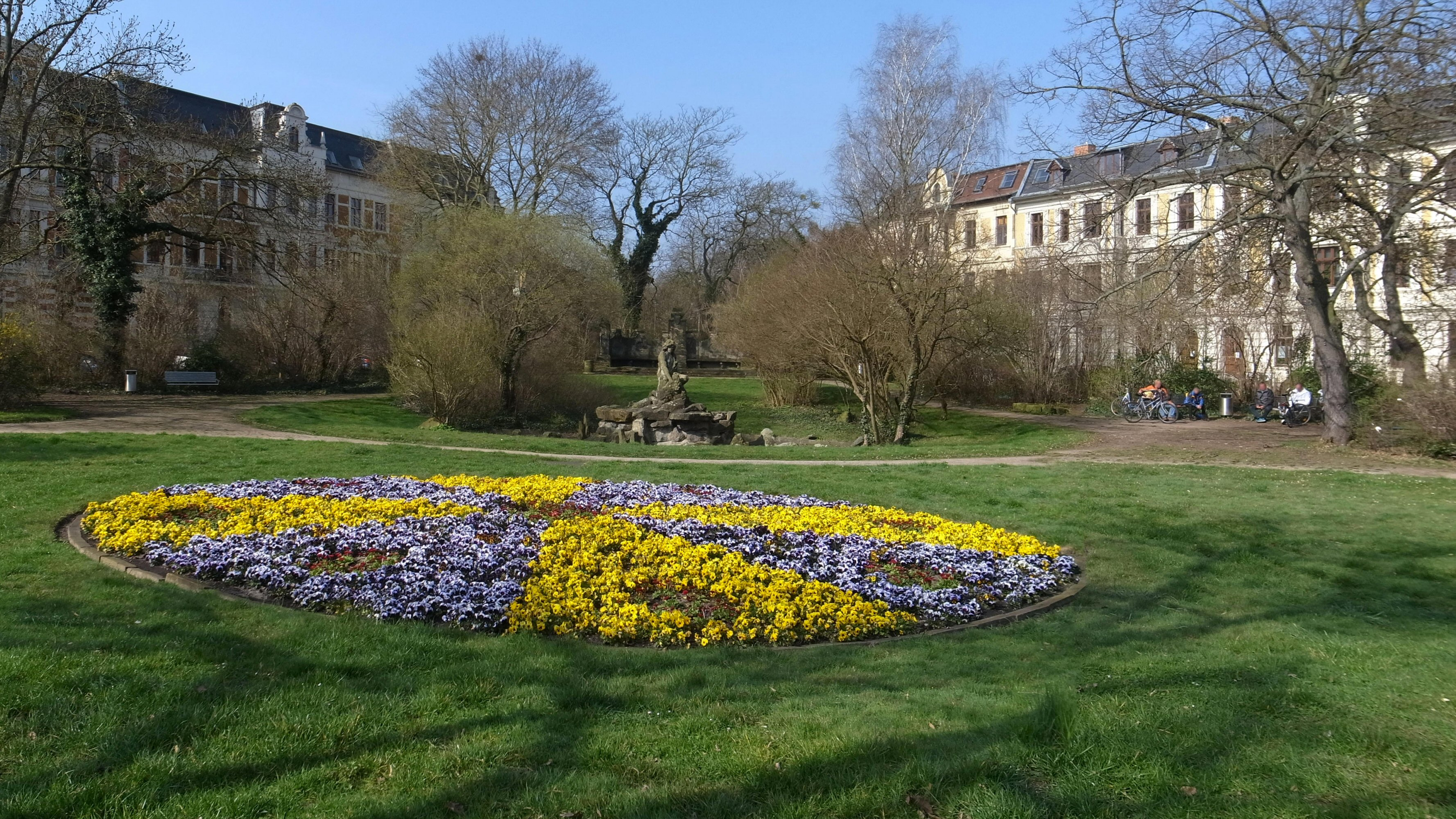
Der Funkplatz in Dessau

Als Sohn eines Magdeburger Stadtrates geboren, studierte Funk nach dem Besuch des Domgymnasiums Magdeburg Rechtswissenschaften in Heidelberg und Berlin. Während seines Studiums wurde er 1866 Mitglied der Burschenschaft Allemannia Heidelberg. Nach Erstem Staatsexamen 1869, Referendariat in Berlin und Promotion zum Dr. iur. 1872, legte er 1873 sein Zweites Staatsexamen ab und wurde Kreisrichter in Chodziesen. 1874 ging er nach Magdeburg, wo er besoldeter Stadtrat wurde. 1882 wurde er Bürgermeister von Eisleben, 1884 Bürgermeister und 1896 auf Lebenszeit Oberbürgermeister von Dessau. Er wurde Geheimer Regierungsrat, war Mitglied des Kreistages und des Kreisausschusses. 1890 und 1897 wurde er Abgeordneter im Anhaltischen Landtag. Als 1897 ein verheerendes Hochwasser die Stadt verwüstete, wurde Funk, obwohl ihn keine Schuld traf, dafür verantwortlich gemacht, weshalb er Selbstmord beging. Der Funkplatz in Dessau wurde nach ihm benannt.

## Bilder

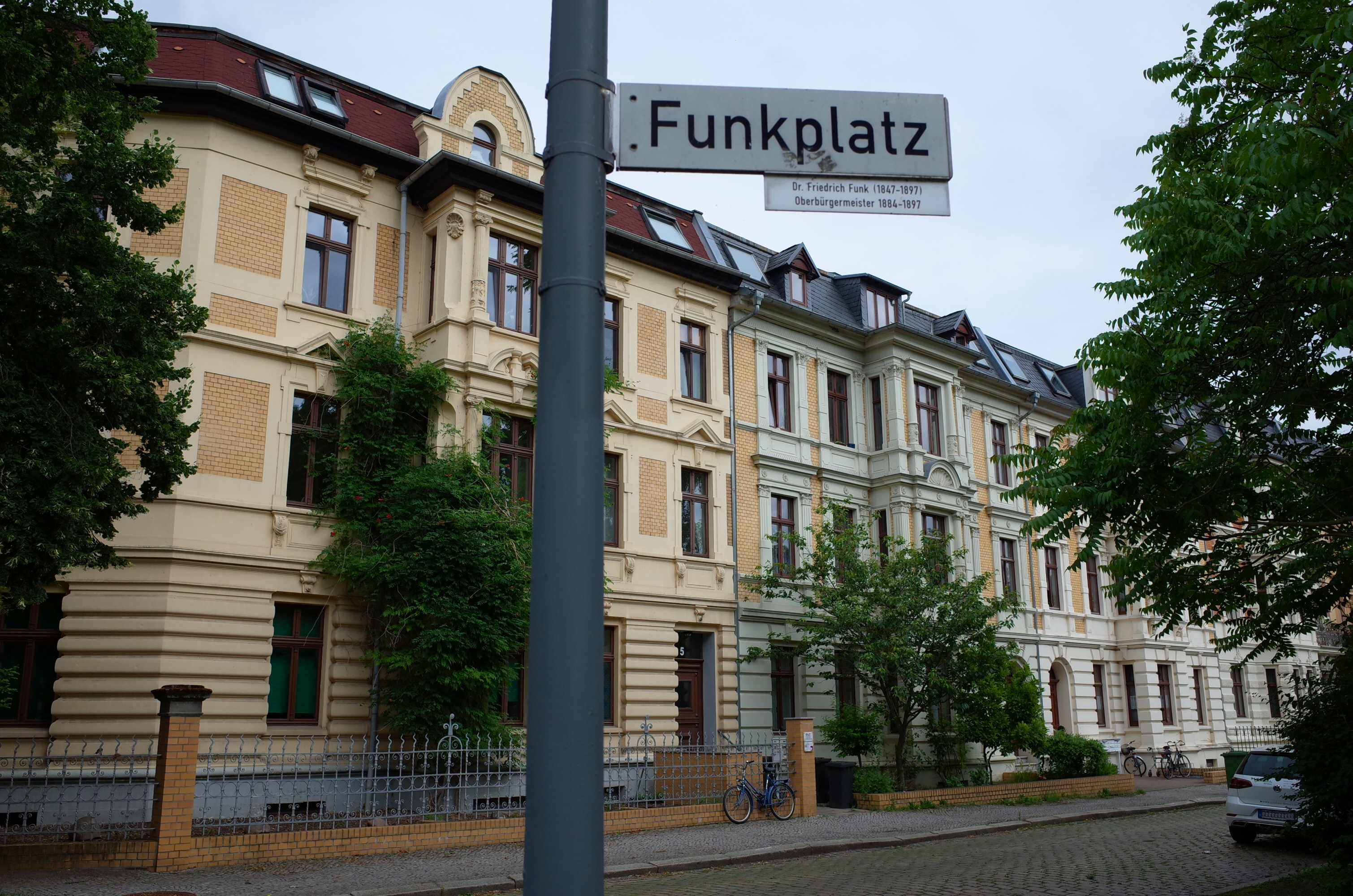
Funkplatz
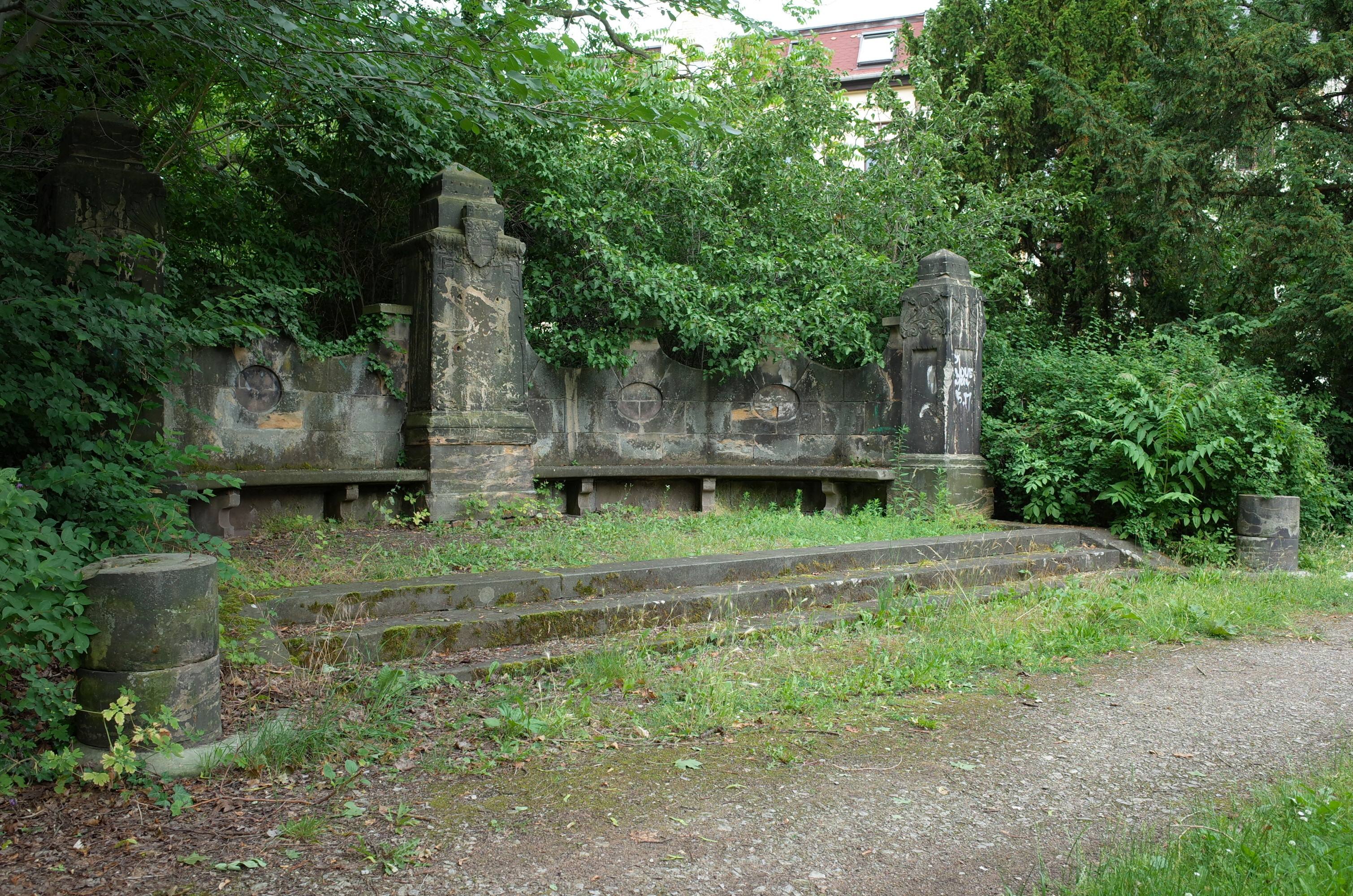
Denkmal auf dem Funkplatz
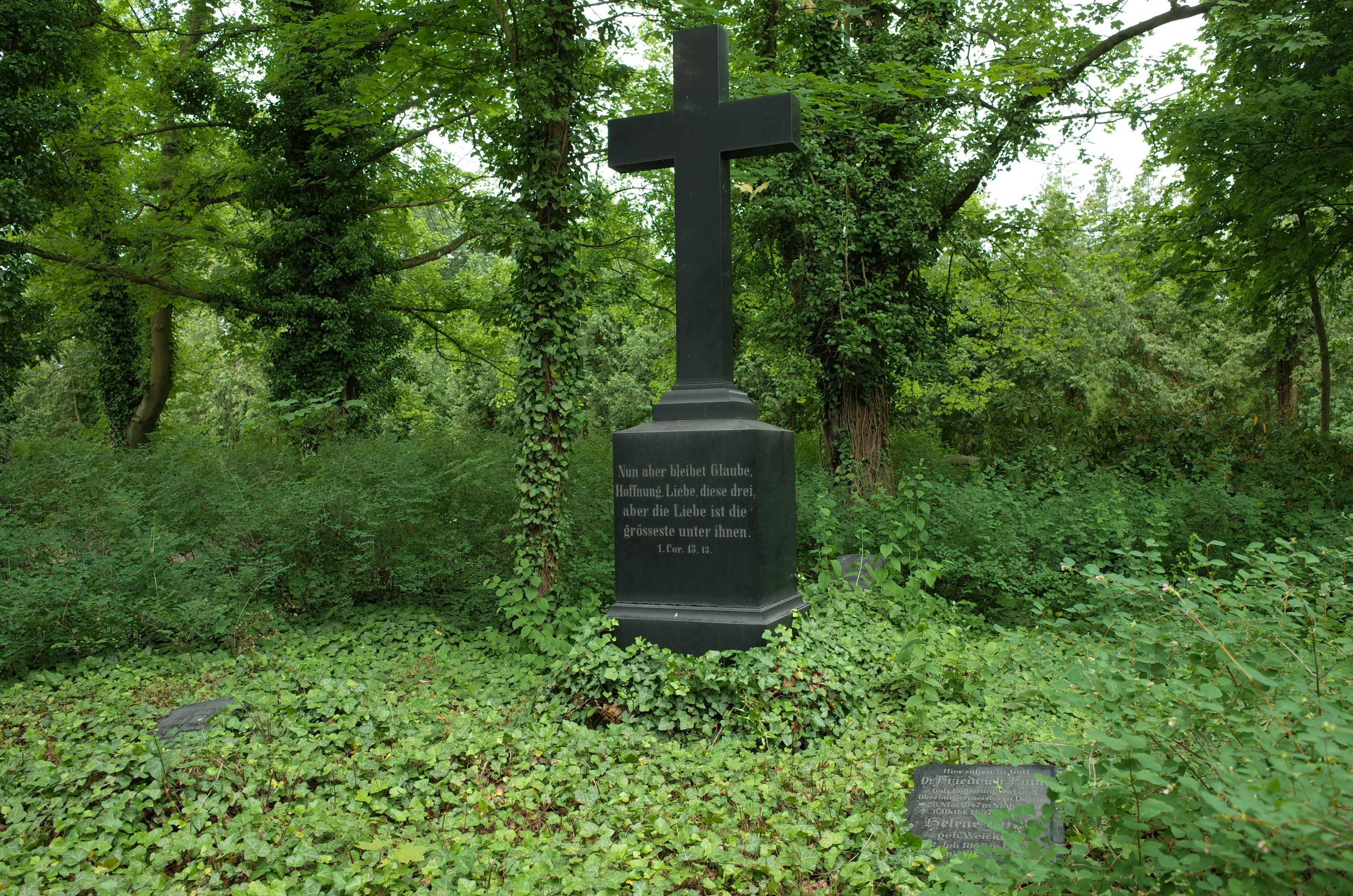
Grabanlage auf dem Friedhof III
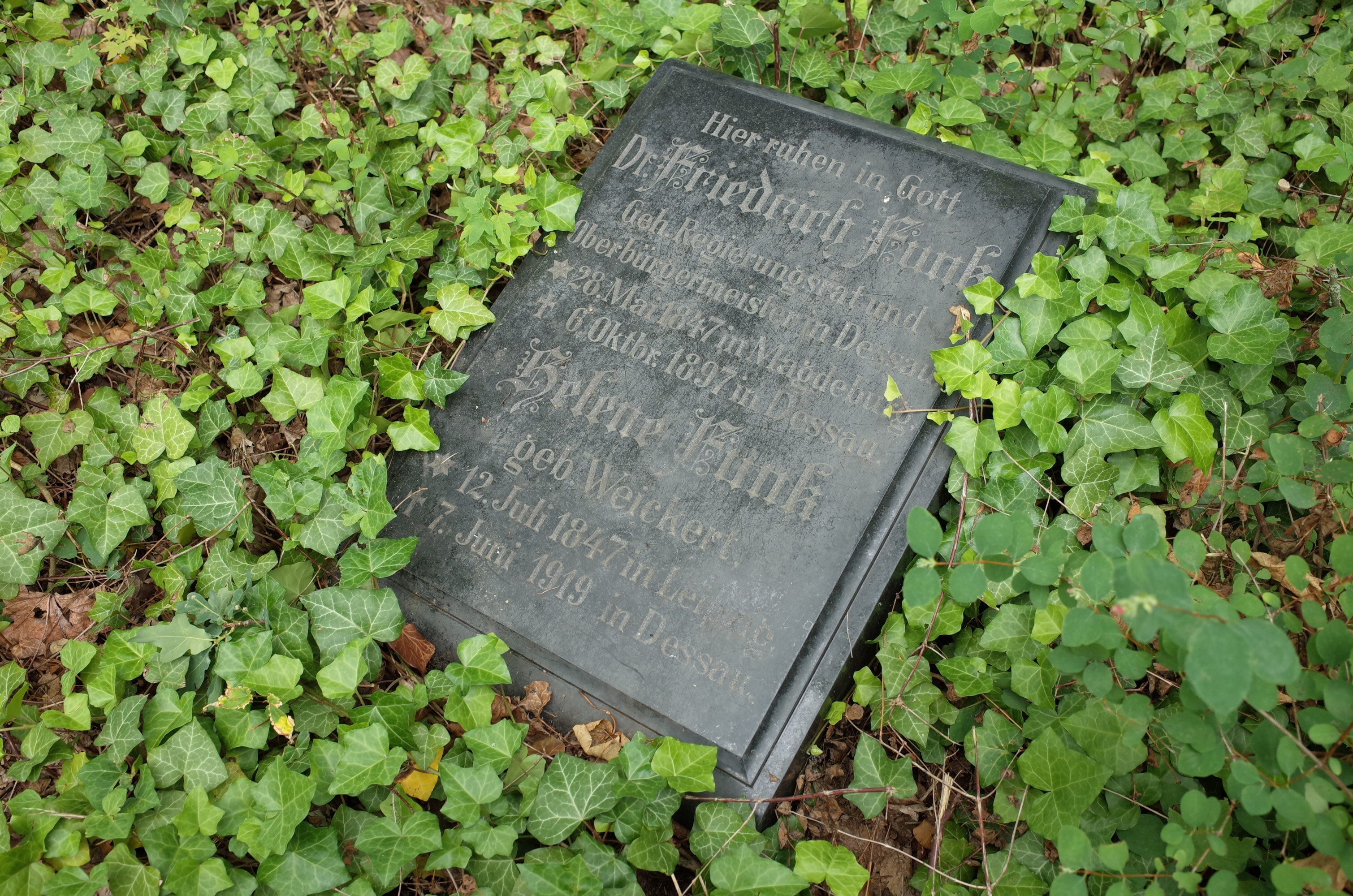
Ruhestätte der Eheleute Funk